# Шари (Агульский район)
Шари (Шарги, Шаргой, Шара, Ширалю, дарг. Шари) — село в Агульском (до 1935 — в Дахадаевском) районе Дагестана. Входит в сельское поселение «Сельсовет „Амухский“».

## География
Расположено в 31 км к северу от села Тпиг в долине реки Кинтуракотты, на границе с Дахадаевским районом.

## Население
| 1888 | 1895 | 1926 | 1939 | 1970 | 1989 | 2002 |
| ---- | ---- | ---- | ---- | ---- | ---- | ---- |
| 312  | ↗316 | ↗407 | ↗478 | ↘209 | ↘6   | ↗22  |
| 2010 | 2021 |      |      |      |      |      |
| ↘19  | ↘3   |      |      |      |      |      |

По данным 1885 года в селе проживало 313 чел. (все кайтагцы), по данным 1895 года — 316 чел. (кайтагцы), по переписи 1926 года — 407 чел. (все кайтагцы), по переписи 1959 года — 284 чел., в 2005 оставалось 2 чел., остальные переселились на равнину. 
В селе живут даргинцы, здесь (был) распространён одноаульный шаринский язык даргинской группы, близкий к кайтагскому языку.

## Образование
- Муниципальное образовательное учреждение «Шаринская начальная школа».